# Ari-Pekka Nikkola
Pour les articles homonymes, voir Nikkola.
Ari-Pekka Nikkola, né le 16 mai 1969 à Kuopio, est un sauteur à ski finlandais. Il est double champion olympique par équipes en 1988 et 1992, tandis qu'il est quadruple champion du monde par équipes. Il remporte la Coupe du monde en 1990, récoltant neuf succès individuels en carrière.

## Palmarès

### Jeux olympiques
| Épreuve / Édition | Calgary 1988 | Albertville 1992 | Lillehammer 1994 | Nagano 1998 |
| Petit tremplin    | 15e          | 53e              | 16e              | 15e         |
| Grand tremplin    | 16e          | 30e              | 22e              | 31e         |
| Par équipes       | Or           | Or               |                  | 5e          |

### Championnats du monde
| Épreuve / Édition | Oberstdorf 1987 | Lahti 1989 | Val di Fiemme 1991 | Thunder Bay 1995 | Trondheim 1997 |
| Petit tremplin    | 6e              | Argent     | Bronze             | 23e              | 27e            |
| Grand tremplin    | 11e             | 4e         | 31e                |                  | 4e             |
| Par équipes       | Or              | Or         | Argent             | Or               | Or             |

### Championnats du monde de vol à ski
| Épreuve / Édition | Vikersund 1990 | Kulm 1996 |
| Individuel        | 6e             | 6e        |

### Coupe du monde
- 1 gros globe de cristal en 1990.
- 42 podiums individuels dont 9 victoires.
- 2 podiums individuels dont 2 victoires.

#### Victoires par saison
| Année | Lieu                                                                                      |
| 1987  | Lahti (Finlande), Oernskoeldsvik (Suède)                                                  |
| 1990  | Lake Placid (États-Unis), Innsbruck (Autriche), Engelberg (Suisse), Planica (Yougoslavie) |
| 1991  | Innsbruck (Autriche)                                                                      |
| 1996  | Chamonix (France), Sapporo (Japon)                                                        |